# Stadio Lat Dior
Lo stadio Lat Dior (in francese Stade Lat Dior), è un impianto sportivo situato a Thiès, in Senegal. ha una capienza di 20 000 posti e ospita le partite casalinghe del Teungueth.
È intitolato a Lat Dior, antico damel (sovrano) del regno di Cayor ed eroe della resistenza senegalese contro l'occupazione francese.
Il 23 marzo 2019 ha ospitato per la prima volta la nazionale senegalese, impegnata in una partita di qualificazione alla Coppa d'Africa 2019 contro il Madagascar.